# Marrón FK
El Marrón FK es un colorante alimentario sintético azoderivado que genera en los alimentos el color marrón. El código con el que aparece denominado es E 154. Se suele emplear exclusivamente en los productos a base de pescado. La denominación FK es un acrónimo que en inglés: for kippers significa para el arenque.  Se compone de seis colorantes azoicos que se emplean para colorar algunos pescados ahumados. 